# Elaeocarpus prunifolioides
Elaeocarpus prunifolioides är en tvåhjärtbladig växtart som beskrevs av Hu Hsien-Hsu. Elaeocarpus prunifolioides ingår i släktet Elaeocarpus och familjen Elaeocarpaceae. Utöver nominatformen finns också underarten E. p. rectinervis.